# Andrew Dickson Murray
Andrew Dickson Murray, född den 19 februari 1812 i Edinburgh i Skottland, död den 10 januari 1878 i Kensington, London var en skotsk advokat, botaniker och entomolog. 
Murray studerade insekter som orsakade skador på odlade växter och specialiserade sig på skalbaggar. Inom botaniken specialiserade han sig på barrväxter, framför allt arter i Stillahavsregionen.
Auktorsnamnet A.Murray kan användas för Andrew Dickson Murray i samband med ett vetenskapligt namn inom botaniken; se Wikipediaartiklar som länkar till auktorsnamnet.